# フリッツ (チェス)
フリッツ (Fritz) は、フランツ・モルシュとマシアス・ファイストとが設計したチェスソフト。 チェス専用コンピュータであるディープ・ブルーのプロトタイプ版に勝ったこともある。現在はチェスベース社 (ChessBase) から発売されている。

## 概要
最初の16ビット版 (Ver.1.2) は、1991年にオランダのフランス・モルシュ (Frans Morsch) によって制作された。1995年に開発中のディープ・ブルーに勝利したことで一躍有名になった。
2002年8月にウラジーミル・クラムニクと対戦し、4対4の引き分けに終わった。2003年11月にはクラムニクの師匠であるガルリ・カスパロフと4回対戦し、こちらも引き分けだった。2006年11月25日がら同年12月5日にかけて、クラムニクと6局の再戦マッチを行い、2勝4引き分けで勝ち越した。
洗練されたGUIと頻度の高いアップデート、同社のデータベースソフト「ChessBase」との連携機能を持ち、アマチュアだけでなくプロにも人気が高い。
英語版以外にもイタリア語、フランス語、ドイツ語、スペイン語版が存在する。日本語のWindowsでも動作するが、引き分けを表す「½ -½」が「ｽ-ｽ」に文字化けしてしまう（動作自体には問題はない）。
日本国内ではパッケージ版の正規流通は無いが、同社のオンラインショップやSteamなどのダウンロード販売で購入できる。

## バージョン

### フリッツ (Fritz)
対局と棋譜の解析が可能な基本バージョン。パッケージソフトとして市販されている。同じGUIで「Shredder」や「Junior」など別なエンジンを搭載したバージョンもある。

### ディープ・フリッツ (Deep Fritz)
2002年にフリッツのマルチプロセッサ版として作られた。GUIや機能はフリッツと同じである。機能が制限されたデモ版を無償でダウンロードすることができ、アクティベーションキーをオンラインで購入すれば、全ての機能を使うことができる。

### ポケット・フリッツ (Pocket Fritz)
Pocket PC用のプログラム。
2009年8月には、HTC Touch HDに搭載された「Pocket Fritz 4」が、アルゼンチンで開催されたカテゴリー6（参加者の平均レーティングが2376から2400）大会に出場し、10戦して9勝1分の戦績を収めた。Pocket Fritz 4は1秒間に2万局面を読むが、ディープ・ブルーが1秒間に2億局面を読むのに比べると演算能力は1万分の1に過ぎず、ソフトの進化を印象づけるものとなった。

### フリッツ・チェス (Fritz Chess)
App Storeで販売されているiPhone/iPad版。PC版に比べ解析能力は若干落ちている。

### X3D Fritz
カスパロフと対局したバージョン。専用のメガネをかけると3D映像で対局できる。市販されていない。